# RŽD-Arena
Die RŽD-Arena (russisch РЖД Арена) ist ein Fußballstadion im Osten der russischen Hauptstadt Moskau. Nach der Renovierung zwischen 2001 und 2002 zählte es zu den modernsten Arenen Russlands. Es ist die Heimspielstätte vom Fußballclub Lokomotive Moskau.

## Geschichte
Das Stadion wurde im Jahre 1923 fertiggestellt und wurde von 2001 bis 2002 komplett umgebaut. Auf den Rängen stehen gegenwärtig 28.800 Sitzplätze zur Verfügung. Die Tribünen des Stadions sind überdacht und bieten 979 Plätze in den V.I.P.-Logen und 296 Presseplätze. Es ist in die UEFA-Stadionkategorie 4 eingestuft. 
Neu eingeweiht wurde es am 5. Juli 2002 mit dem Ligaspiel Lokomotive Moskau gegen den FK Uralan (2:0). Neben den Heimspielen von Lokomotive Moskau finden hier regelmäßig auch Länderspiele der russischen Fußballnationalmannschaft sowie vereinzelte Europapokal-Spiele diverser Moskauer Clubs statt. Das Stadion liegt im Nordosten der Stadt in der Bolschaja-Tscherkischowskaja-Straße 125. In der Nähe befindet sich seit 1990 die Metrostation Tscherkisowskaja der Sokolnitscheskaja-Linie. 
Seit dem 5. August 2017 trägt das Stadion des Clubs den Namen der staatlichen Bahngesellschaft Rossijskije schelesnyje dorogi (kurz: RŽD). Das Stadion Lokomotive heißt seitdem RŽD-Arena.

## Galerie

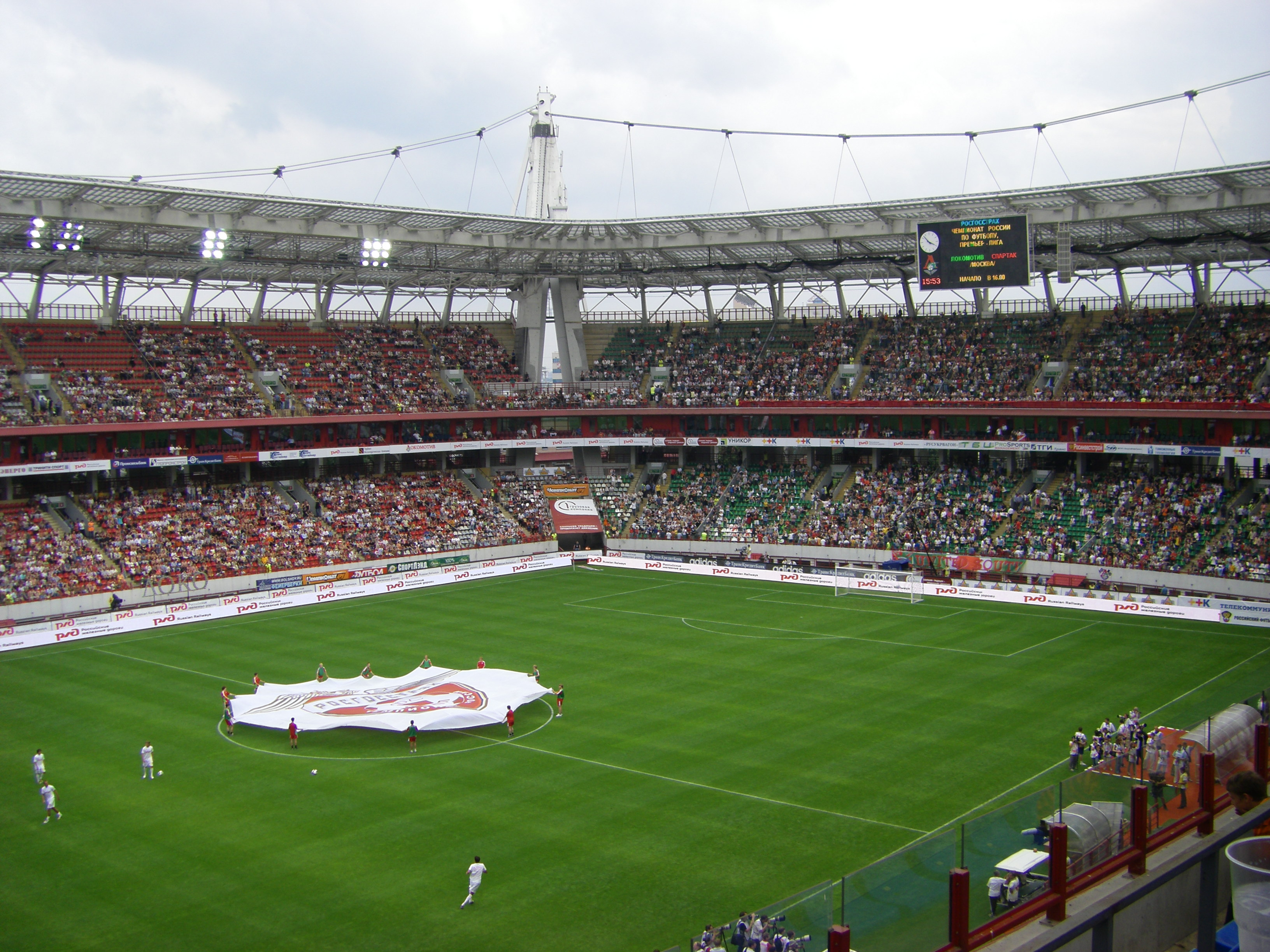
Blick in das Stadion
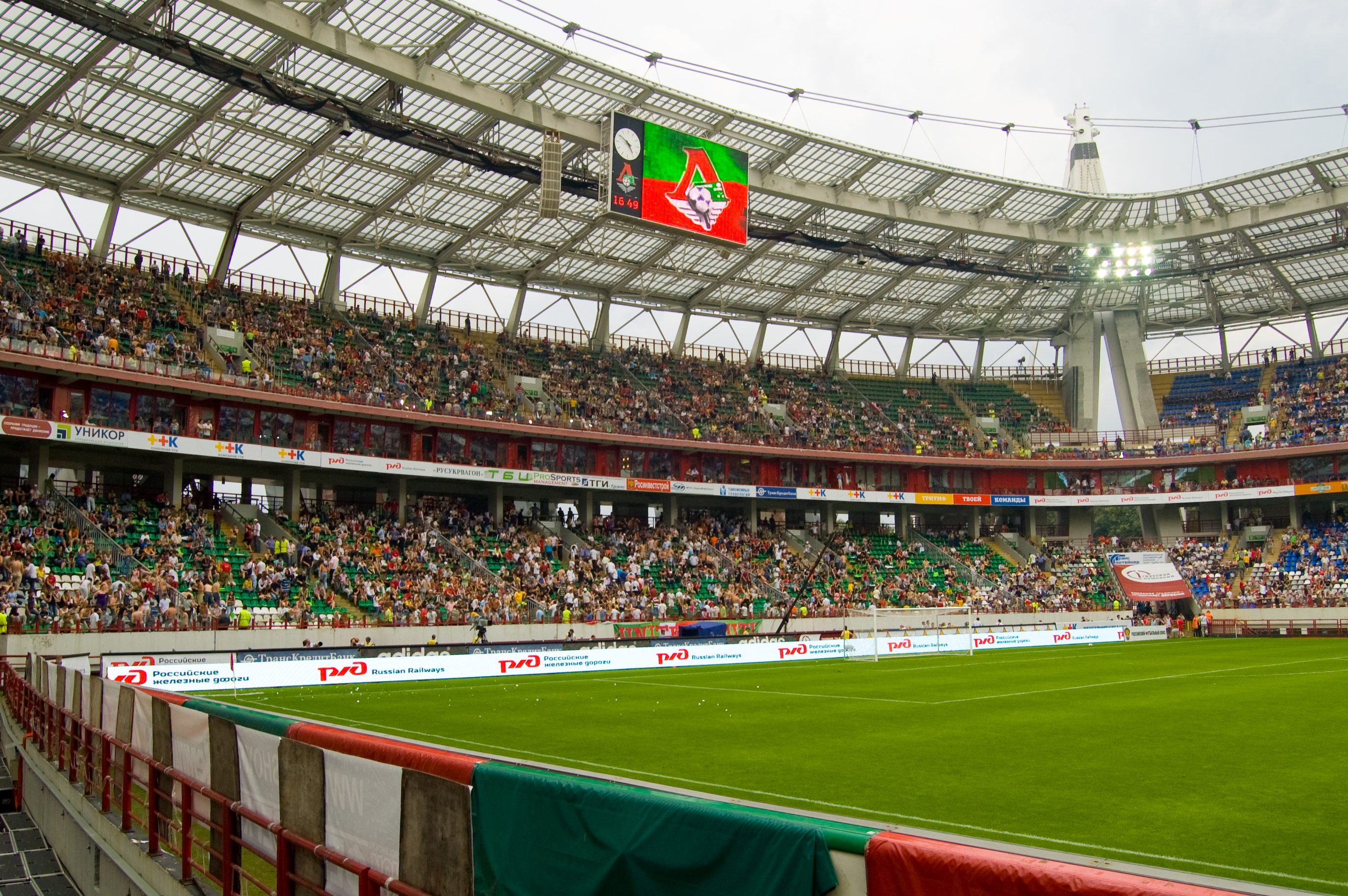
Lokomotiv-Stadion
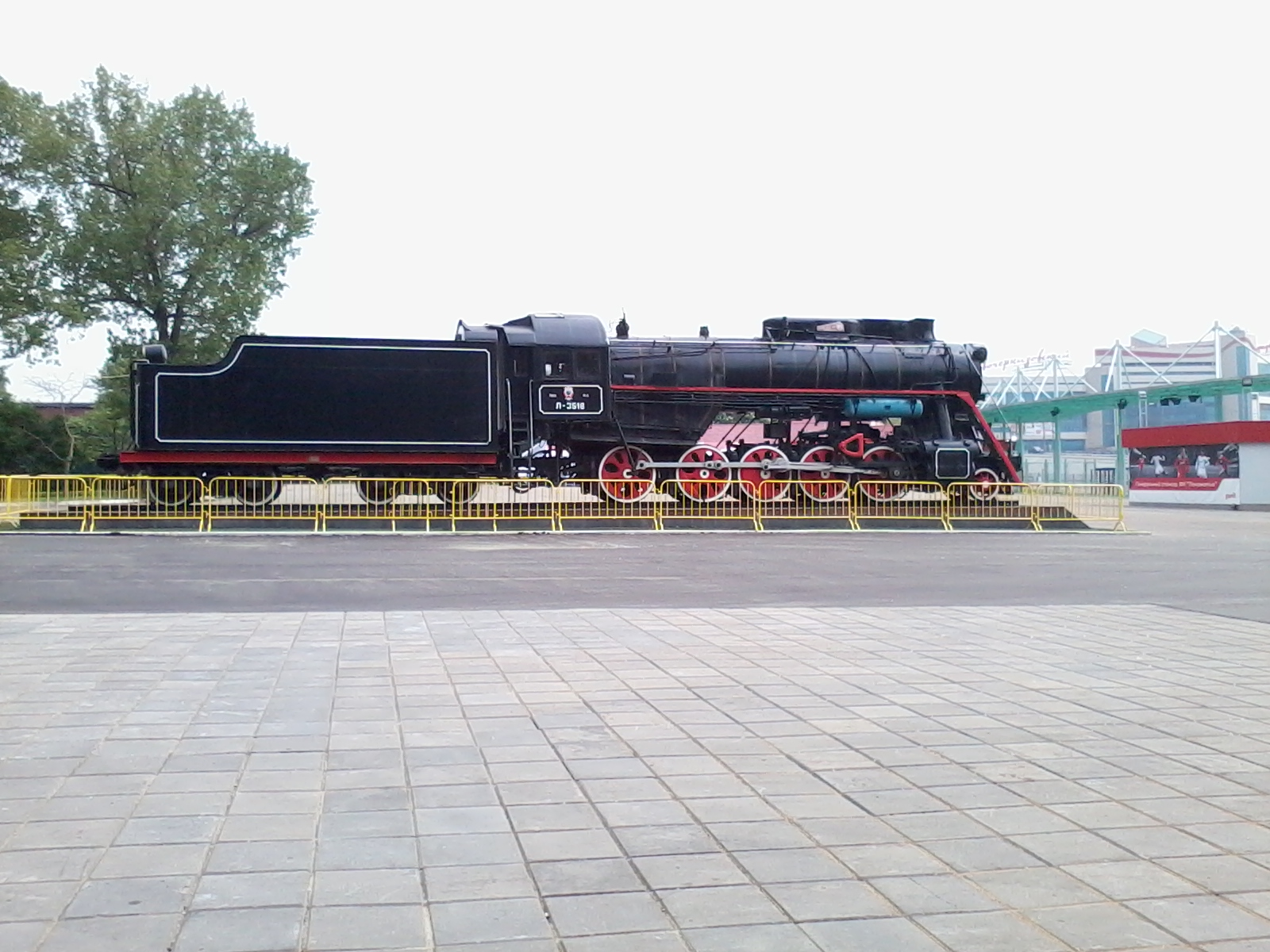
Dampflokomotive L-3516 vor dem Stadion